# Hello, Dolly! (nummer)
Hello, Dolly! is een single van de Amerikaanse zanger Louis Armstrong uit de gelijknamige musical.
De muziek en tekst zijn geschreven door Jerry Herman, die ook vele andere populaire musicals schreef, waaronder Mame en La Cage aux Folles.

## Tracklist

### 7" Single
Kapp K 573
1. Hello, Dolly!
2. A lot of livin' to do

### 7" EP
Kapp 13 001
1. Hello, Dolly!
2. A lot of livin' to do
3. Someday
4. It's been a long, long time

## Hitnotering
| Hello, Dolly!              | Hello, Dolly!         | Hello, Dolly! | Hello, Dolly! | Hello, Dolly! | Hello, Dolly! | Hello, Dolly! | Hello, Dolly! | Hello, Dolly! | Hello, Dolly! | Hello, Dolly! |
| Hitlijst                   | Datum van binnenkomst | Week:         | 1             | 2             | 3             | 4             | 5             | 6             | 7             |               |
| -------------------------- | --------------------- | ------------- | ------------- | ------------- | ------------- | ------------- | ------------- | ------------- | ------------- | ------------- |
| Tijd voor Teenagers Top 10 | 27-6-1964             | Positie:      | 10            | uit           |               |               |               |               |               |               |
| Tijd voor Teenagers Top 10 | 25-7-1964             | Positie:      |               | 10            | 9             | 9             | 8             | 9             | 9             | uit           |

### NPO Radio 2 Top 2000
| Nummer met noteringen in de NPO Radio 2 Top 2000 | '99  | '00-'01 | '02  | '03-'05 | '06  | '07  | '08  |
| ------------------------------------------------ | ---- | ------- | ---- | ------- | ---- | ---- | ---- |
| Hello, Dolly!                                    | 1327 | -       | 1782 | -       | 1461 | 1830 | 1975 |

1. ↑  Een '-' betekent dat het nummer niet was genoteerd en een vetgedrukt getal geeft de hoogste notering aan.
2. ↑  Deze tabel is bijgewerkt tot en met de laatste editie (2024).